# Petrovits István (képzőművész)
Petrovits István (Kökös, 1945. május 20. –) erdélyi magyar képzőművész.

## Szakmai életrajz
- 1962–66: Képzőművészeti Líceum, Marosvásárhely
- 1966–68: Építészeti Technikum, Marosvásárhely
- 1968-74: Nicolae Grigorescu Képzőművészeti Akadémia, Bukarest
- 1974–75: rajztanár Gyergyótölgyesen
- 1976–77: rajztanár Gyergyószentmiklóson
- 1977–90: képzőművészeti szakkört vezető tanár Sepsiszentgyörgyön
- 1990-08: Plugor Sándor művészeti Líceum szobrászat tanára Sepsiszentgyörgyön
- 1980–tól: tagja a Román Képzőművészeti Szövetségnek
- 1983-tól: tagja a Magyar Ipar és Képzőművészek Világszövetségének

## Magyari Lajos gondolatai
Idézet: "Meghatározhatja-e az ember sorsát felmenőitől örökölt neve? Igaz-e a híres latin szólás, miszerint: "nomen est omen?" Azaz: a neved a sorsod'? Petrovits István szobrászművész esetében szinte magát kínálja a lehetőség – sőt: kényszer! –, hogy eljátszadozzunk a gondolattal. Mert, ugyebár, a görög "petrosz"-ból, latin, majd szláv közvetítéssel valahogyan a "kő fiát" jelentené az ő családneve, s kell-e méltóbb, találóbb név ennél egy szobrásznak? Jó-jó mondhatjuk, híres névrokona is Petrovits volt eredetileg, mégsem lett szobrász, de lett kőkemény hitű és pengeéles jellemű poétája e világnak s a kis "eltérés" valóban a szabályt erősítheti.
Petrovits István – játszadozzunk tovább a szavakkal! – egy tömbből, egy törzsből szakított-faragott ember. Szálában, jellemében és művészetében egyaránt. S hogy szülőhelye, Kökös, egyetlen generáció alatt két olyan Európa-rangú művészt adott az erdélyi magyarságnak, mint Plugor és Petrovits.
Petrovits szobraiban kétszeresen is hitelesíti nevének hitelét: kompozícióinak súlyos tömbszerűségében és kiválasztott portréalanyai emberi, jellembéli kőkeménységében Petőfi és Bethlen, Báthory István és gróf Mikó Imre, Apor Vilmos és Szent László, Kelemen Didák és Benkő József, Berde Mózsa és Czetz János, Bartók Béla és Tamási Áron, Kőrösi Csoma Sándor, Szilágyi Domokos, Kós Károly, Jancsó Benedek és Szent György lovag mind-mind oly jellemek és szellemek, kik életüket tették rá, hogy szolgálhassák közösségüket. És az Embert. Petrovits választásai tehát nem véletlenszerűek, nem is a rendelés, a rendelők kényének alávetettek, de tudatosak, vívódásoktól hitelesítettek, hiszen csak azokról „szól”, kikről (kikkel) mondandója van, akikkel közösséget érez.
Sokat beszéltem a keménységről, s jól van ez így, de a teljességhez hozzátartozik, hogy Petrovits tud lírai, „halk”, érzékeny is lenni, ha ezt kéri az anyag, s főleg a mondandó. Tud, s erről beszédesen szólnak aktszobrai, tünékeny hangulatokat, jelképeket megjelenítő plakettjei, s szól – mindenekelőtt és fölött – Anyaság-szobra, az egyetlen általam ismert köztéri monumentum, mely merészel terhes nőt ábrázolni. Tehát a múltat, a jelent, s főleg a Jövendőt – egyetlen alakban! Petrovits István szobrait Bécs, Utrecht, Kismarton, Bukarest, Tokaj, Tállya műgyűjteményei és templomai őrzik, köztereken állnak Erdélyben, Magyarországon, Kárpátalján, de álljanak bárhol, állíttassanak ki bármerre, mindig ugyanarról a dologról beszélnek: a szülőföldről és a szülőföld embereiről. Kik – Tamásival szólva – azért keresik helyüket a világban, hogy végre otthonra leljenek benne."

## Munkák
- Válogatás Petrovits István munkáiból

## Kiállítások

### Jelentősebb egyéni kiállítások
- 1972 – Bukarest, Petőfi Ház
- 1975 – Csíkszereda, Művészeti Galéria
- 1976 – Gyergyószentmiklós, Kultúrház
- 1977 – Kolozsvár, Korunk Galéria
- 1977, 1982, 1989, 1997, 1998, 1999, 2000, 2001 – Sepsiszentgyörgy
- 1986 – Székelyudvarhely, Kultúrház
- 1977, 1978, 1986 – Kézdivásárhelyi Múzeum
- 1988 – Kovászna, Múzeum Galéria
- 1993 – Bukarest, Magyar Kulturális Központ
- 1997 – Brassó, Reménység Háza
- 2001 – Szolnok
- 2006 – Árkos, Művelődési Központ
- 2009 – Sepsiszentgyörgy, Gyárfás Jenő Képtár
- 2010 – Marosvásárhely, Bernádi ház
- 2012 – Kézdivásárhely, Vigadó Művelődési Ház
- 2012 – Kecskemét, Forrás Galéria
- 2014 – Sepsiszentgyörgy, Lábas Ház
- 2015 – Sepsiszentgyörgy, Köntés Pince Galéria

### Gyüjteményben lévő munkák
- Képzőművészeti Galéria, Csíkszereda – Ikarus
- Képzőművészeti Galéria, Bukarest – Bethlen Gábor dombormű (bronz)
- Református parókia, Utrecht (Hollandia) – Szent Márton (bronz)
- Evangélikus Püspökség, Bécs (Ausztria) – Luther Márton (bronz)
- Katolikus Püspökség, Kismarton (Ausztria) – Gabriel dombormű (bronz)
- Evangélikus parókia, Brassó – Luther Márton (bronz)
- Katolikus Püspökség, Nagyvárad
- Polgármesteri Hivatal, Tokaj (Magyarország) – Szent László
- Református Parókia, Bukarest – Menyasszony
- Evangélikus Parókia, Szászhermány – Luther Márton

### Köztéri szobrok
- 1974 – Orsova – Dierna zászlaja (aparens beton)
- 1983 – Árapatak – Romulus Cioflec (mellszobor, kő)
- 1983 – Sepsiszentgyörgy – Luther Márton, dombormű (bronz)
- 1991 – Zabola – Gróf Mikó Imre (mellszobor, bronz)
- 1992 – Középajta – Benkő József (mellszobor, kő)
- 1993 – Nagykároly – Petőfi Sándor (mellszobor, bronz)
- 1993 – Kézdialmás – Kelemen Didák (mellszobor, bronz)
- 1994 – Szentivánlaborfalva – Berde Mózsa (dombormű, alumínium)
- 1994 – Beregszász (Ukrajna) – Bethlen Gábor (mellszobor, bronz)
- 1995 – Beregszász (Ukrajna) – Zeneiskola – Bartók Béla (kerámia)
- 1996 – Székely Mikó Kollégium – Sepsiszentgyörgy – Gróf Mikó Imre (dombormű, bronz)
- 1997 – Gidófalva – Polgármesteri Hivatal homlokzata – Cecz János portréja (dombormű, bronz)
- 1998 – Nagyajta – turulmadár a millecentenáriumi emlékműre (bronz)
- 1998 – Uzon – Református templom – Millecentenáriumi emlékkő
- 2000 – Sepsiszentgyörgy– Pro Vita Hominis – Emlékmű a megyei kórház udvarán (bronz)
- 2001 – Gelence – Jancsó Benedek (mellszobor, bronz)
- 2002 – Vágáshuta (Magyarország) – Pásztor (fa)
- 2003 – Detk (Magyarország) – Európa-kapu (fa)
- 2004 – Gelence – Bodor György (mellszobor, bronz)
- 2004 – Vargyas – Turulmadár (bronz)
- 2004 – Sepsiszentgyörgy – Kőrösi Csoma Sándor (dombormű, fém)
- 2004 – Balatongyörök (Magyarország) – Petőfi Sándor (portré, bronz)
- 2006 – Gelence – Márton Áron (bronz)
- 2007 – Gelence – Fekete János (bronz)
- 2007 – Sepsiszentgyörgy-Robert Baden Powell-dombormű(fém) 35x30 cm
- 2009 – Szentkatolna-Bálint Gábor-egész alakos(bronz) 180 cm
- 2011 – Gelence-Szent László-mellszobor(bronz) 70x80 cm
- 2011 – Sepsiszentgyörgy-Csuták Vilmos-egész alakos(bronz) 220 cm
- 2012 – Vargyas-Borbáth Károly-mellszobor(bronz) 70x80 cm
- 2014 – Nagybánya-Schönnher Gyula-dombormű(bronz) 40x30 cm
- 2016 – Málnás-Tőkés József-mellszobor(bronz) 70x80 cm
- 2018 – Kökös-Dávid Ferenc-mellszobor(bronz) 70x80 cm

### Jelentősebb csoportos kiállítások
- 1975 – Csíkszereda, Képzőművészeti Galéria
- 1978 – Bukarest, Dalles terem, országos kiállítás
- 1980 – Bukarest, Dalles terem, országos kiállítás, tiszteletdíj a Bethlen Gábor c. munkáért
- 1981 – Sepsiszentgyörgy, Médium-kiállítás, Képtár
- 1981 – Brassó, Viktória terem
- 1992 – Nagyvárad, Varadinum, Nemzetközi Képzőművésueti Kiállítás
- 1993–2000 – Kovászna – Sorsközösségben „Csoma”
- 1994 – Budapest, Székesfehérvár, Miskolc (Magyarország)
- 1994 – Sepsiszentgyörgy, Médium-kiállítás, Képtár
- 1994 – Budapest, Vármegye Galéria
- 1994 – Svédország – Stockholm Art Addiction
- 1995 – Marosvásárhely – Kultúrpalota, Kortársaink
- 1995 – Békéscsaba (Magyarország) – Kőrösi Csoma Sándor Tanárképző Főiskola
- 1995 – Sepsiszentgyörgy – Képtár, Bartók
- 1996 – Budapest, Magyar Képzőművészek Világszövetségének Kiállítása
- 1996 – Kortárs Képző- és Iparművészek Kiállítása
- 1996–98 – Budapest, Székesfehérvár, Balatonfüred, Veszprém – háromszéki és brassói magyar képzőművészek kiállítása
- 1997 – Sepsiszentgyörgy, Médium-kiállítás, Képtár
- 1998 – Kézdivásárhely, Múzeum
- 1999 – Sepsiszentgyörgy, Tavaszi Tárlat, Képtár
- 1999–2001 – Kézdivásárhely, 1948-as Emlékkiállítás, Múzeum
- 2001 – Bukarest, Nemzeti Szalon
- 2002–04 – Sepsiszentgyörgy, Result-Art tavaszi tárlat
- 2017 Sepsiszentgyörgy, PulzArt
- 2017 Székelyudvarhely, Kultúrház, EMÜK gyüjtemény
- 2018-2019 Sepsiszentgyörgy, Erdélyi Művészeti Központ, EMÜK gyűjtemény

### Szimpóziumok
- 1973 – Villány (Magyarország)
- 1974 – Măgura (Buzău megye), Buzău megye
- 1976–77, 1979 – Árkos, Kovászna megye
- 1976, 78, 2000 – Gyergyószárhegy, Hargita megye
- 1982, 1983 – Réty, Kovászna megye
- 1986, 1988 – Kovászna, Kovászna megye
- 1991, 1992, 1993 – Tokaj, Magyarország
- 1993 – Kézdivásárhely, Incitato Művésztelep, Kovászna megye
- 1994 – Rajchradice (Brühn), Csehország
- 1994 – Nagyszeben, Astra Néprajzi Múzeum
- 1995 – Zalaegerszeg (Magyarország)
- 1996 – Heidelberg, Németország
- 1997 – Csíkszereda, Hargita megye
- 1998 – Bautzen, Németország
- 1998 – Mosonmagyaróvár, Magyarország
- 1995–2000 – Székesfehérvár, Magyarország
- 2001 – Hortobágy, Magyarország
- 2001 – Berekfürdő, Magyarország
- 2000, 2003 – Székesfehérvár, Magyarország
- 2001, 2002 – Balatonzamárdi, Magyarország
- 2002 – Tállya, Közép-kelet-európai Alkotó Műhely
- 2003 – Barzia, Bulgária
- 2004 – Budaörs, Magyarország
- 2004 – Gyergyószárhegy, Románia
- 2007 – Iserlohn, Németország